# قتاد بروغييري
القَتَاد البروغييري (باللاتينية: Astragalus bruguieri) نوع نباتي عشبي من جنس القتاد.

## البيئة والانتشار
موطنه بلاد الشام وتركيا.

## مرادفات للاسم العلمي
- (باللاتينية: Astragalus chlamydophorus Bornm.)
- (باللاتينية: Astragalus bruguieri var. leiocladus Bornm.)